# Un ange est passé sur la ville
Pour plus de détails, voir Fiche technique et Distribution.
Un ange est passé sur la ville (Un ángel pasó por Brooklyn, Un angelo è sceso a Brooklyn) est un film italo-espagnol réalisé par Ladislas Vajda, sorti en 1957.

## Synopsis
À Brooklyn, des émigrants italiens vivent modestement dans un immeuble où habite également l'avocat Bossi, leur propriétaire, un homme violent et impitoyable. Quand quelqu'un frappe à sa porte pour demander une faveur, Bossi poursuit le visiteur importun en imitant l'aboiement d'un chien furieux. Une vieille femme le maudit un jour d'aboyer toute sa vie jusqu'à ce qu'il trouve quelqu'un qui l'aime. La malédiction est accomplie et Bossi devient un chien errant, affamé et laid. Commence alors pour lui une vie de tristesse, comme ses anciennes victimes. Pendant ce temps, les habitants de l'immeuble, surpris par la disparition de Bossi, respirent mieux sans la pression de payer, avec la complicité du secrétaire de Bossi.
Un jour, il rencontre un jeune garçon, Filippo, qui lui aussi se sent seul. Ils deviennent amis. Un après-midi, Filippo est attaqué par une bande de garçons plus âgés et le chien le sauve. Filippo, reconnaissant, l'embrasse affectueusement. Le terme de la malédiction a été rempli et Bossi redevient un humain, mais son comportement vis-à-vis des autres gens va changer.

## Fiche technique
- Titre original (Italie) : Un angelo è sceso a Brooklyn
- Titre original (Espagne) : Un ángel pasó por Brooklyn
- Titre français : Un ange est passé sur la ville ou Pablito à New York ou L'Ange de Brooklyn[1]
- Titre anglais : The Man Who Wagged His Tail
- Réalisation : Ladislas Vajda
- Scénario : István Békeffy
- Adaptation : Ladislas Vajda, Ugo Guerra, Ottavio Alessi, José Santugini, Gian Luigi Rondi
- Décors : Antonio Simont
- Photographie : Heinrich Gärtner
- Montage : Julio Peña
- Musique : Bruno Canfora
- Production : Ladislas Vajda
- Société de production : Falco Film (Italie), Chamartín Producciones y Distribuciones (Espagne)
- Société de distribution : Chamartín Producciones y Distribuciones (Espagne)
- Pays d'origine :  Italie,  Espagne
- Langue originale : italien
- Format : noir et blanc — pellicule : 35 mm — image : 1,37:1 — son : mono
- Genre : Comédie dramatique
- Durée : 90 minutes
- Dates de sortie :
  - Italie : 29 septembre 1957
  - Espagne : 14 novembre 1957
  - France : 7 décembre 1960

## Distribution
- Peter Ustinov : M. Bossi
- Pablito Calvo : Filipo
- Aroldo Tieri : Bruno
- Silvia Marco : Giulia
- Maurizio Arena : Alfonso
- Isabel de Pomés : Paolina
- José Marco Davó : le juge
- Franca Tamantini : l'amie d'Alfonso
- Carlos Casaravilla : un clochard
- Dolores Bremón : la vieille femme